# Laura Kamis Wrang
Laura Kamis Wrang (født 30. juni 1965) er en dansk skuespiller.
Wrang er uddannet fra Statens Teaterskole i 1987.

## Filmografi
- Har du set Alice? (1981)
- Oviri (1986)
- En Soap (2006)
- Kunsten at græde i kor (2007)